# George Schaefer
Pour les articles homonymes, voir Schaefer.
Ne pas confondre avec le producteur George Schaefer (en).
George Schaefer est un réalisateur, producteur et scénariste américain, né le 16 décembre 1920 à Wallingford, dans le Connecticut, et mort le 10 septembre 1997  à Los Angeles.

## Filmographie

### Comme réalisateur
- 1954 : Richard II (TV)
- 1955 : One Touch of Venus (TV)
- 1955 : Alice au pays des merveilles (TV)
- 1956 : The Taming of the Shrew (TV)
- 1957 : The Yeomen of the Guard (TV)
- 1957 : The Green Pastures (en) (TV)
- 1958 : Kiss Me, Kate (en) (TV)
- 1958 : Gift of the Magi (TV)
- 1959 : A Doll's House (en) (TV)
- 1959 : Meet Me in St. Louis (TV)
- 1960 : The Tempest (TV)
- 1960 : Macbeth (TV)
- 1961 : Give Us Barabbas (TV)
- 1961 : Victoria Regina (TV)
- 1962 : Cyrano de Bergerac (TV)
- 1963 : Pygmalion (TV)
- 1963 : The Invincible Mr. Disraeli (TV)
- 1963 : The Patriots (TV)
- 1964 : The Holy Terror (TV)
- 1964 : Abe Lincoln in Illinois (TV)
- 1965 : Eagle in a Cage (TV)
- 1965 : Inherit the Wind (en) (TV)
- 1966 : Lamp at Midnight (TV)
- 1966 : Barefoot in Athens (TV)
- 1967 : Soldier in Love (TV)
- 1967 : Do Not Go Gentle Into That Good Night (TV)
- 1968 : My Father and My Mother (en) (TV)
- 1968 : Elizabeth the Queen (TV)
- 1968 : The Admirable Crichton (TV)
- 1969 : Pendulum, la Nuit sans témoin (Pendulum)
- 1969 : Generation (en)
- 1971 : Femmes de médecins (Doctors' Wives)
- 1971 : Gideon (TV)
- 1972 : A War of Children (TV)
- 1973 : A Time for Love (TV)
- 1974 : F. Scott Fitzgerald and 'The Last of the Belles' (TV)
- 1974 : Once Upon a Scoundrel
- 1975 : In This House of Brede (TV)
- 1976 : Truman at Potsdam (TV)
- 1976 : The Last of Mrs. Lincoln (TV)
- 1976 : Amelia Earhart (TV)
- 1977 : Our Town (TV)
- 1977 : The Girl Called Hatter Fox (TV)
- 1978 : The Second Barry Manilow Special (TV)
- 1978 : Un ennemi du peuple (An Enemy of the People)
- 1978 : First, You Cry (TV)
- 1978 : Who'll Save Our Children? (TV)
- 1979 : Blind Ambition (feuilleton TV)
- 1979 : Mayflower: The Pilgrims' Adventure (en) (TV)
- 1981 : Le Bunker (The Bunker) (TV)
- 1981 : The People vs. Jean Harris (TV)
- 1982 : Deadly Game (TV)
- 1982 : Un piano pour Madame Cimino (A Piano for Mrs. Cimino) (TV)
- 1983 : The Best Christmas Pageant Ever (TV)
- 1983 : Right of Way (TV)
- 1984 : Children in the Crossfire (TV)
- 1985 : Stone Pillow (TV)
- 1986 : Mrs. Delafield Wants to Marry (TV)
- 1988 : Laura Lansing Slept Here (TV)
- 1992 : Bijoux, hot-dogs et tasses de thé (The Man Upstairs) (TV)
- 1998 : À chacun son fantôme (Harvey) (TV)

### Comme producteur
- 1957 : The Yeomen of the Guard (TV)
- 1958 : Gift of the Magi (TV)
- 1959 : A Doll's House (en) (TV)
- 1960 : The Tempest (TV)
- 1961 : Give Us Barabbas (TV)
- 1961 : Victoria Regina (TV)
- 1963 : The Invincible Mr. Disraeli (TV)
- 1964 : The Holy Terror (TV)
- 1966 : Lamp at Midnight (TV)
- 1966 : Barefoot in Athens (TV)
- 1967 : Soldier in Love (TV)
- 1968 : Elizabeth the Queen (TV)
- 1968 : A Punt, a Pass, and a Prayer (TV)
- 1971 : Gideon (TV)
- 1972 : A War of Children (TV)
- 1975 : In This House of Brede (TV)
- 1976 : The Last of Mrs. Lincoln (TV)
- 1977 : Our Town (TV)
- 1977 : The Girl Called Hatter Fox (TV)
- 1978 : An Enemy of the People
- 1978 : Who'll Save Our Children? (TV)
- 1979 : Blind Ambition (feuilleton TV)
- 1981 : Le Bunker (The Bunker) (TV)
- 1981 : The People vs. Jean Harris (TV)
- 1982 : Un piano pour Madame Cimino (A Piano for Mrs. Cimino) (TV)
- 1983 : The Best Christmas Pageant Ever (TV)
- 1983 : Right of Way (TV)
- 1984 : Children in the Crossfire (TV)
- 1986 : Mrs. Delafield Wants to Marry (TV)
- 1988 : Laura Lansing Slept Here (TV)
- 1992 : Bijoux, hot-dogs et tasses de thé (The Man Upstairs) (TV)

### Comme scénariste
- 1960 : Macbeth (TV)